# Carsten Ball
Carsten Thomas Ball (Newport Beach, Estats Units, 20 de juny de 1987) és un exjugador de tennis australià. Malgrat haver nascut i crescut als Estats Units, sempre va representar Austràlia en el circuit ATP ja que té les dues nacionalitats.
És fill de l'ex-tennista professional Syd Ball (qui també és el seu entrenador) i fins al moment la seua millor actuació ha estat arribar a la final del Torneig de Los Angeles de 2009, perdent en la final davant l'estatunidenc Sam Querrey. Se mou bé quasi exclusivament en superfícies ràpides basant el seu joc en el seu poderós servei.

## Palmarès

### Individual: 1 (0−1)
| Resultat  | Núm. | Data              | Torneig                   | Superfície | Oponent     | Marcador      |
| --------- | ---- | ----------------- | ------------------------- | ---------- | ----------- | ------------- |
| Finalista | 1.   | 2 d'agost de 2009 | Los Angeles, Estats Units | Dura       | Sam Querrey | 4−6, 6−3, 1−6 |

### Dobles: 1 (1−0)
| Resultat  | Núm. | Data                 | Torneig               | Superfície | Parella        | Oponents                             | Marcador |
| --------- | ---- | -------------------- | --------------------- | ---------- | -------------- | ------------------------------------ | -------- |
| Guanyador | 1.   | 11 de juliol de 2010 | Newport, Estats Units | Gespa      | Chris Guccione | Santiago González Travis Rettenmaier | 6−3, 6−4 |

## Trajectòria

### Individual
| Open d'Austràlia | Q   | 1R  | 1R   | 1R  | Q   | 0 / 3   | 0 – 3   |
| Roland Garros | A   | A   | 2R   | Q   | A   | 0 / 1   | 1 – 1   |
| Wimbledon | A   | A   | 1R   | Q   | A   | 0 / 1   | 0 – 1   |
| US Open | 1R  | 2R  | 2R   | Q   | A   | 0 / 3   | 2 – 3   |
| Victòries − Derrotes | 1−1 | 5−3 | 5−10 | 0−1 | 0−0 | 11 – 15 | 11 – 15 |
| Rànquing a final d'any | 202 | 134 | 153  | 365 | 485 |         |         |
| Llegenda: G: Guanyador; F: Finalista; SF: Semifinalista; QF: Quarts de final; Q: Qualificació; A: Absent; RR: Round Robin; |     |     |      |     |     |         |         |

### Dobles
| Torneig | 2006 | 2007 | 2008 | 2009 | 2010 | 2011 | 2012 | Títols  | V − D   |
| --- | ---- | ---- | ---- | ---- | ---- | ---- | ---- | ------- | ------- |
| Open d'Austràlia | 2R   | 2R   | 3R   | 3R   | 2R   | 3R   | 2R   | 0 / 7   | 10 – 7  |
| Roland Garros | A    | A    | A    | A    | 1R   | A    | 1R   | 0 / 2   | 0 – 2   |
| Wimbledon | A    | A    | A    | A    | 3R   | 3R   | A    | 0 / 2   | 4 – 2   |
| US Open | A    | A    | A    | QF   | 1R   | A    | A    | 0 / 2   | 3 – 2   |
| Victòries − Derrotes | 1−1  | 1−1  | 3−1  | 8−6  | 11−9 | 5−4  | 1−5  | 30 – 27 | 30 – 27 |
| Rànquing a final d'any | 223  | 202  | 108  | 61   | 105  | 80   | 175  |         |         |
| Llegenda: G: Guanyador; F: Finalista; SF: Semifinalista; QF: Quarts de final; Q: Qualificació; A: Absent; RR: Round Robin; |      |      |      |      |      |      |      |         |         |